# 黄甲岭乡
黄甲岭乡，原是中华人民共和国湖南省永州市江永县下辖的一个乡镇级行政单位，现已撤销。2015年11月12日，撤销黄甲岭乡，将原黄甲岭乡的瓦屋下、马河、大漠头3个建制村划归潇浦镇管辖；将原黄甲岭乡的龙洋、凤田、黄泥铺、白马、谷母溪、宅锦、塍下井、龙母致、黄甲岭、石岭、高峰、三脉下、四面岗、莲花洞14个建制村划归松柏瑶族乡管辖。

## 行政区划
黄甲岭乡下辖以下地区：
龙洋村、凤田村、黄泥铺村、白马村、宅井村、谷母溪村、盐下井村、黄甲岭村、龙母寺村、石岭村、高峰村、莲花洞村、四面岗村、三脉下村、马河村、大漠头村和瓦屋下村。